# Ne waza
 (décembre 2015).
Si vous disposez d'ouvrages ou d'articles de référence ou si vous connaissez des sites web de qualité traitant du thème abordé ici, merci de compléter l'article en donnant les références utiles à sa vérifiabilité et en les liant à la section « Notes et références ».
Le Ne-Waza (en japonais : 寝技 de "Ne" qui signifie couché et "Waza" qui signifie technique) correspond à l'ensemble du travail au sol du judoka/jujutsuka.

Les différentes techniques du travail au sol sont regroupées en :
- Osaekomi-Waza : techniques d'immobilisation
  - Kesa-Gatame
  - Yoko-Shiho-Gatame
  - Kami-Shiho-Gatame
  - Tate-Shiho-Gatame
  - Ushiro-Kesa-Gatame
  - Hon-Kesa-Gatame
  - Kata-Gatame
  - Kuzure-Kami-Shiho-Gatame
  - Kuzure-Kesa-Gatame
  - Kuzure-Tate-Shiho-Gatame
  - Kuzure-Yoko-Shiho-Gatame
  - Makura-Kesa-Gatame[1]
- Kansetsu-Waza : techniques arthralgique
  - Ude-Hishigi-Juji-Gatame
  - Ude-Hishigi-Waki-Gatame
  - Ude-Hishigi-Hiza-Gatame
  - Ude-Hishigi-Ashi-Gatame
  - Ude-Hishigi-Hara-Gatame
  - Ude-Hishigi-Ude-Gatame
  - Ude-Garami
- Shime-Waza : techniques d'étranglement
  - Kata-Juji-Jime
  - Gyaku-Juji-Jime
  - Nami-Juji-Jime
  - Hadaka-Jime
  - Kata-Ha-Jime
  - Okuri-Eri-Jime
  - Sode-Guruma
  - Ashi-Gatame-Jime
  - Sankaku-Jime
  - Morote Jime
  - Jigoku Jime
  - Tsukkomi Jime
  - Hasami Jime
  - Ryote Jime

Si les Osaekomi-Waza s'effectuent toujours au sol (Ne-Waza), les Kansetsu-Waza et les Shime-Waza peuvent également s'effectuer debout (Tachi-Waza).